# Cimetière ancien de Romainville
Le cimetière ancien de Romainville est l'un des deux cimetières de cette commune, avec le nouveau cimetière.
Situé au no 7 rue Paul-de-Kock, en contrebas du chevet de l'église Saint-Germain-l'Auxerrois, il s'étend jusqu'à la rue des Bas-Pays.

## Historique
Ouvert en 1833, il est agrandi en 1883.
Il abrite un monument aux morts.
La commune de Romainville adhère au Syndicat intercommunal funéraire de la région parisienne.

## Personnalités

Illustrations
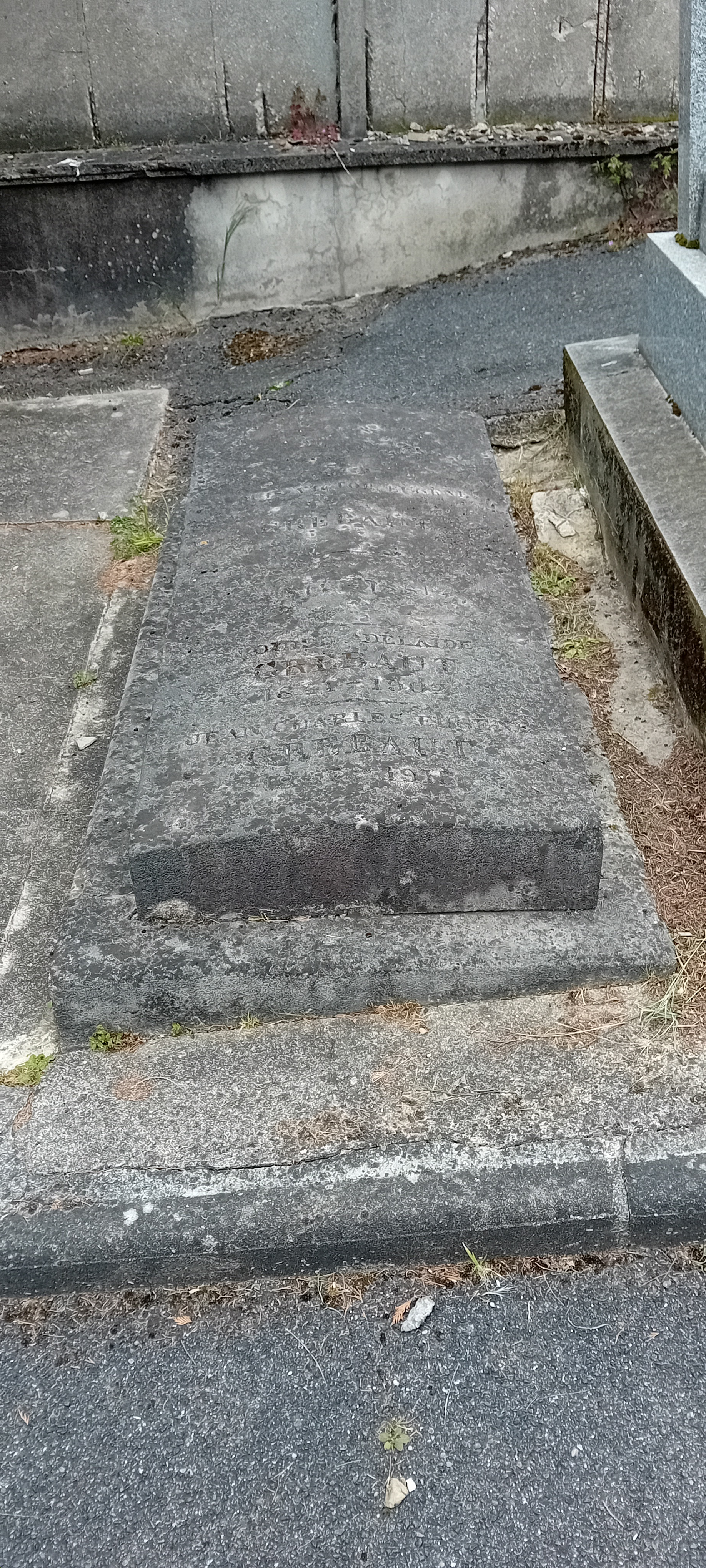
Tombe Grébaut (division 1).
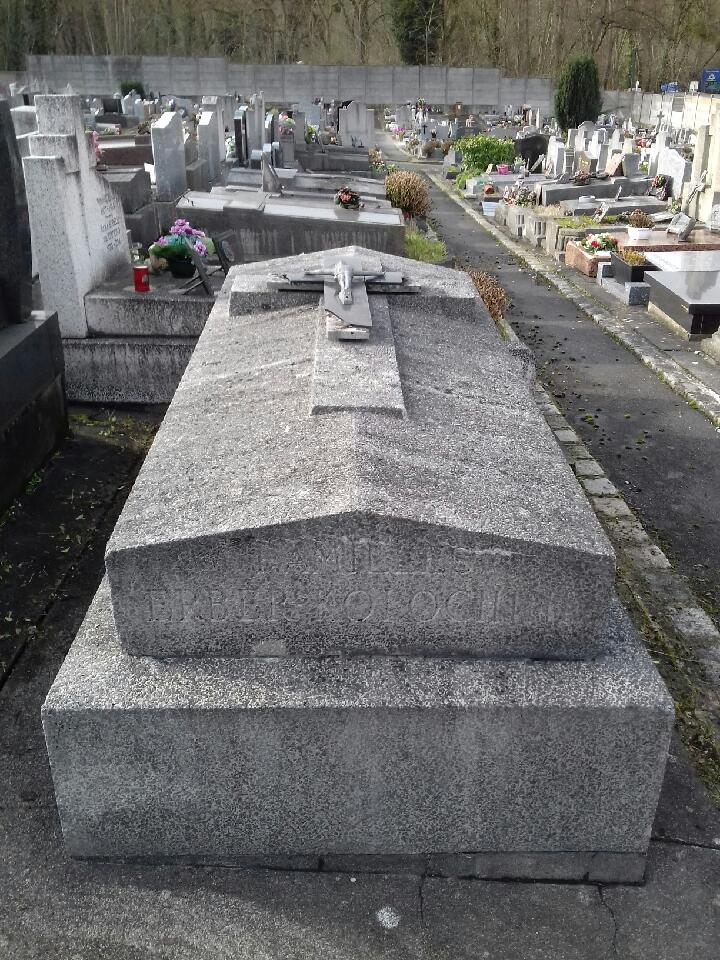
Tombe Erber-Kolochine (division 32).
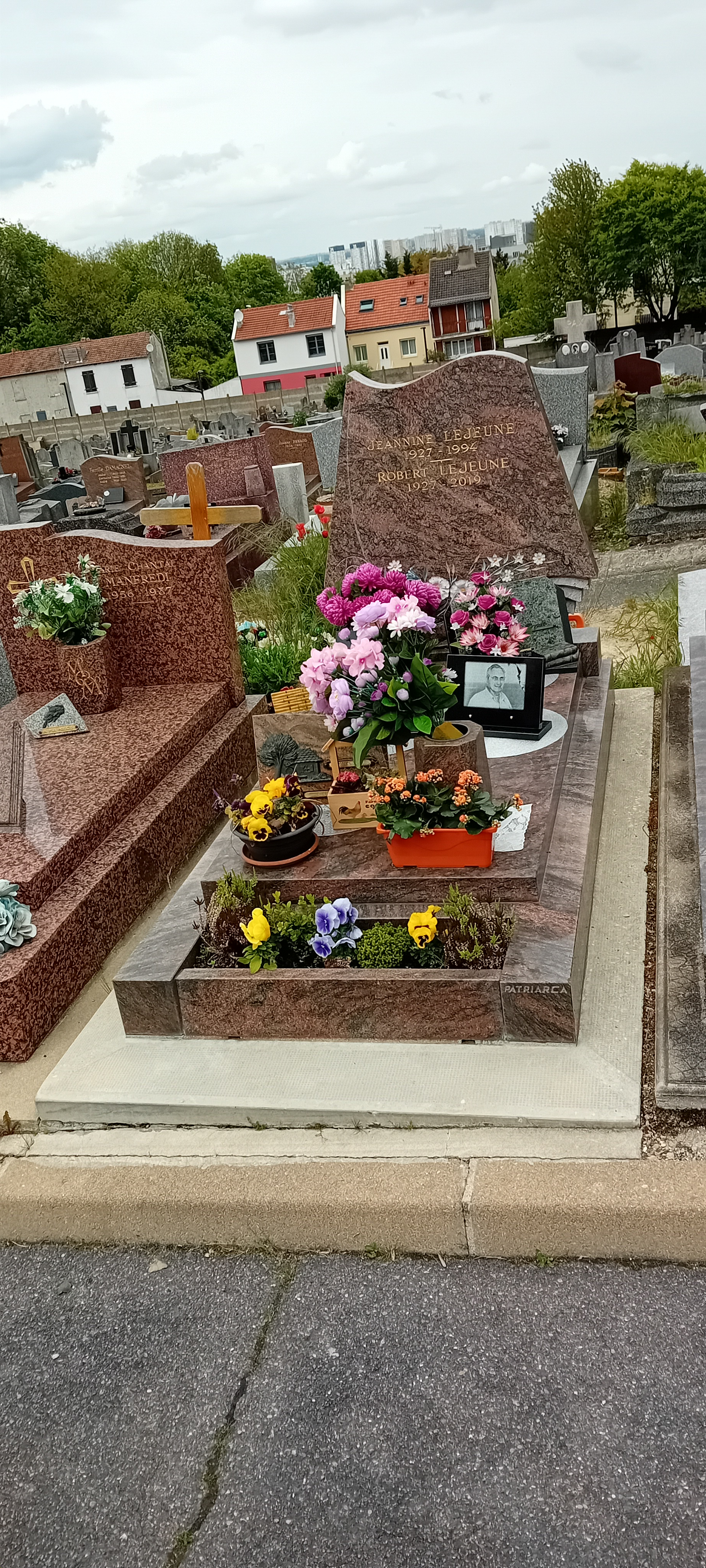
Tombe Lejeune (div. 22).
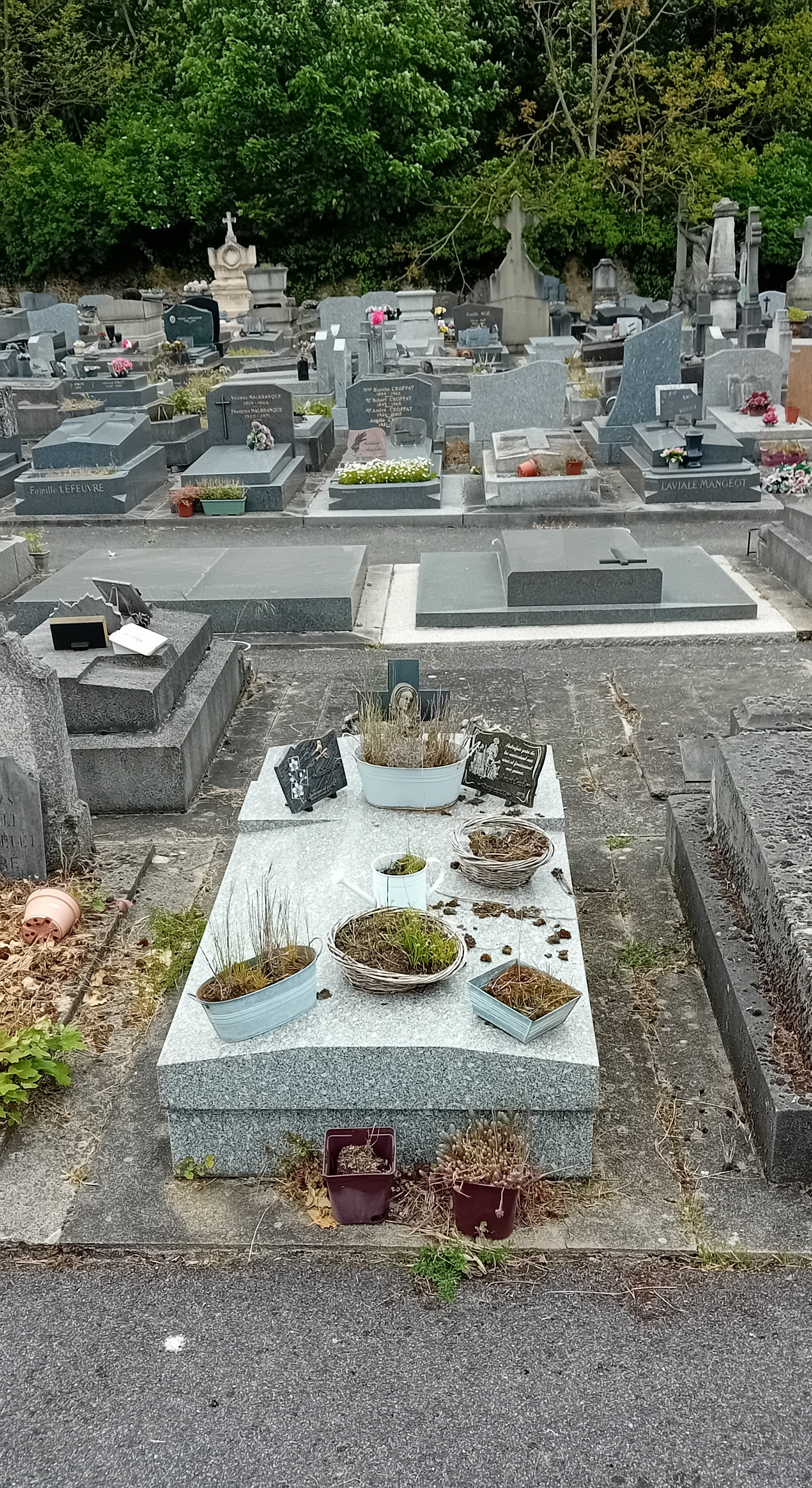
Tombe Mondet - Nicolas le Jardinier (division 2).
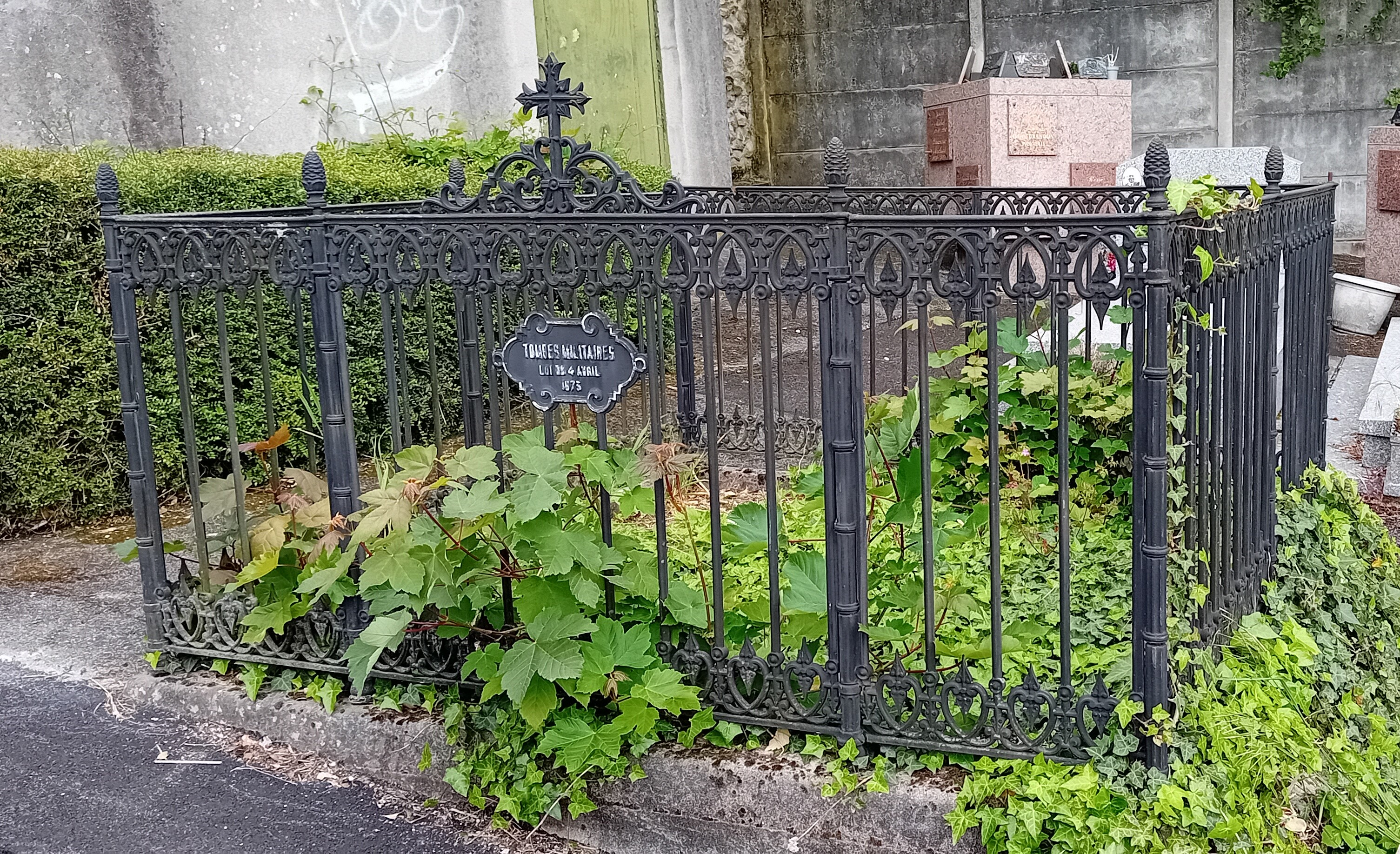
Tombe de la guerre de 1870, soldats français (division 5).
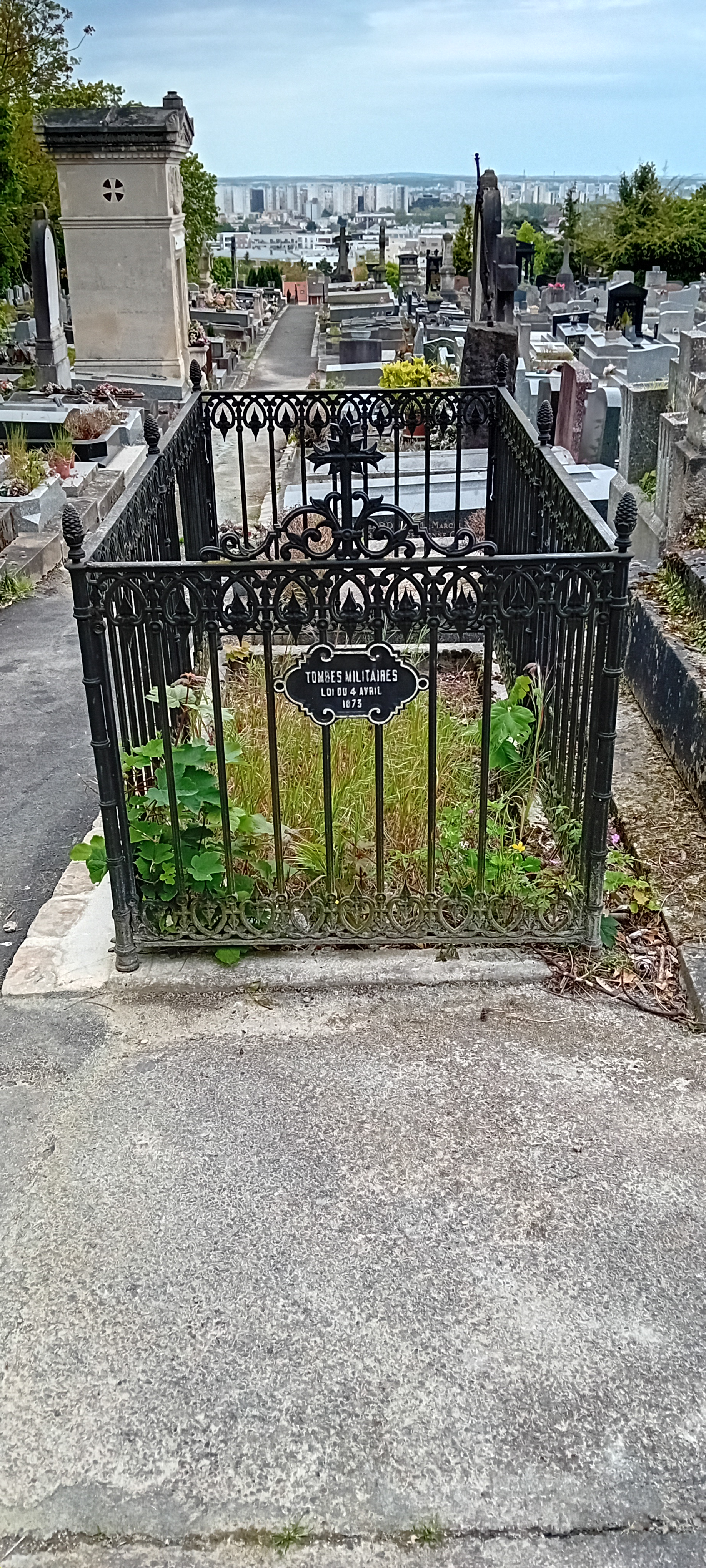
Tombe de la guerre de 1870, soldat allemand (division 5).
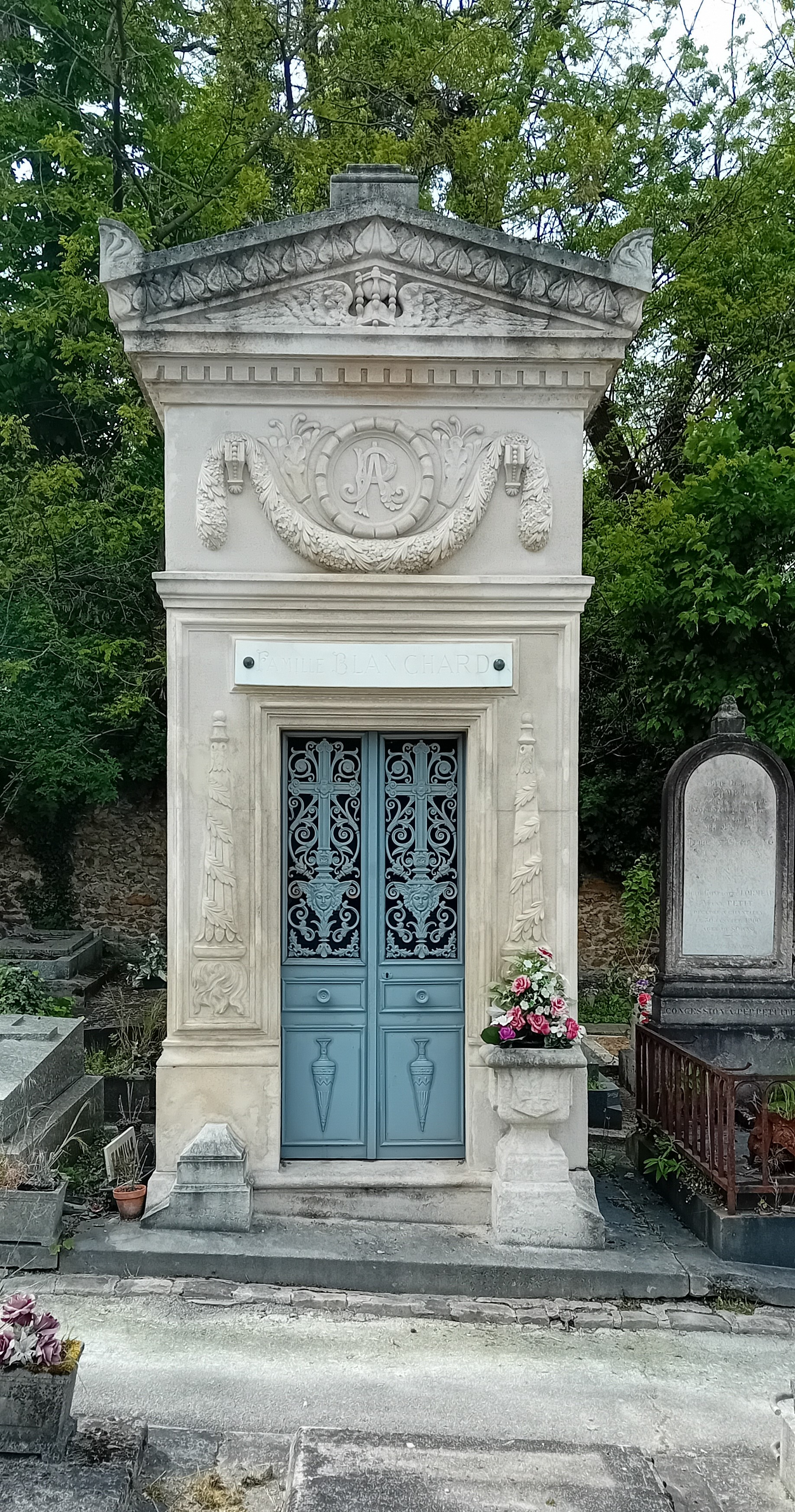
Chapelle Blanchard (division 5).
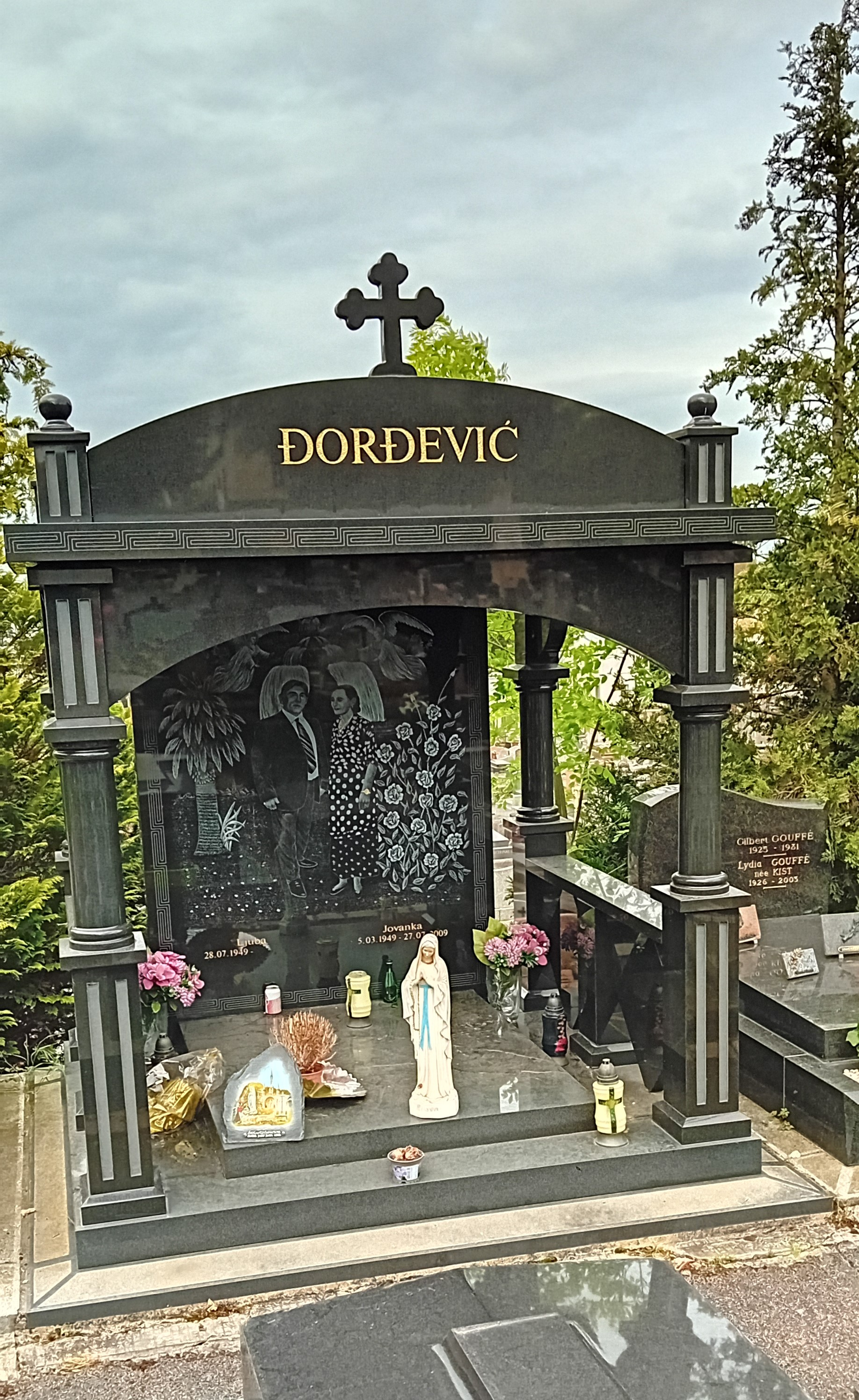
Tombe serbo-croate (division 4).
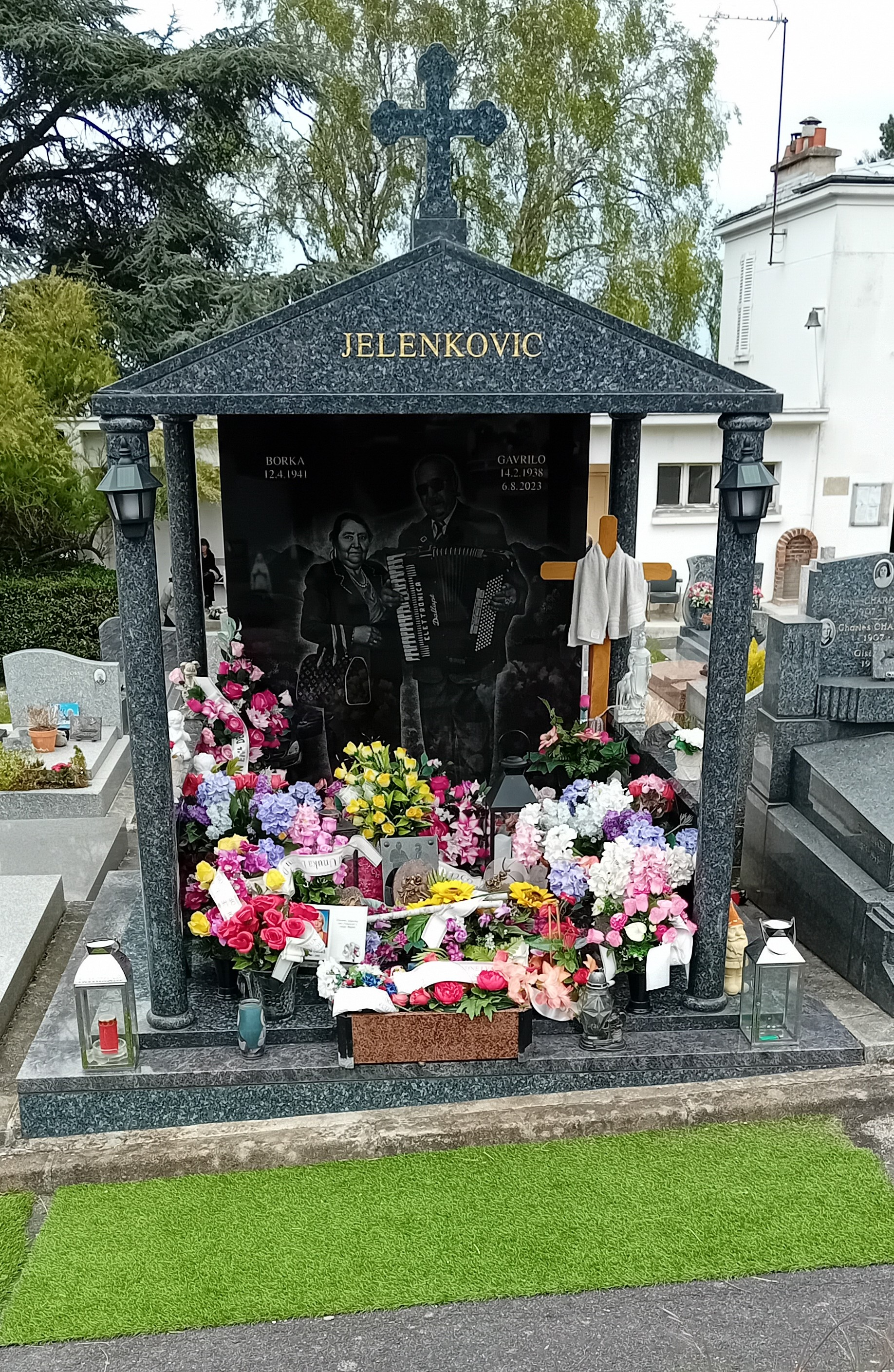
Tombe serbo-croate (division 21).

- Eugène Grébaut (1846-1915), égyptologue (division 1) ;
- Berthe Kolochine-Erber (1890-1968), biologiste spécialiste de la leptospirose (division 32) ;
- Robert Lejeune (1927-2019), syndicaliste[5],[6] (division 22) ;
- Raymond Mondet alias Nicolas le Jardinier (1928-2018), journaliste et animateur de télévision[7]
(division 2) ;
- quatre soldats français et un soldat allemand morts durant la guerre de 1870 inhumés dans deux concessions entourées de grilles[8],[9],[10] (division 5).

La chapelle de la famille Blanchard affecte la forme d'un temple antique à fronton orné d'acrotères et de palmettes (division 5).
Plusieurs défunts d'origine serbo-croate reposent dans des tombes richement ornées.